# Milein Cosman
Milein Cosman   (Gotha, 31 de març de 1921 - Londres, 21 de novembre de 2017), nom artístic d'Emilie Cosman, fou una artista alemanya nacionalitzada britànica, cèlebre per la seua obra gràfica sobre figures culturals destacades, especialment ballarins i músics en acció, com ara Francis Bacon, Mikhail Baryshnikov, T. S. Eliot i Igor Stravinsky.

## Biografia
Va passar la major part de la seua infància a Düsseldorf. A causa del seu origen jueu i de l'auge del nazisme, va haver d'anar a estudiar a Suïssa entre el 1937 i el 1939, any en què va arribar a Anglaterra.
Del 1939 al 1942, va estudiar a la Slade School of Art. La Slade s'havia traslladat de Londres a Oxford durant els anys de la guerra. Allà Cosman va estudiar dibuix amb Randolph Schwabe i litografia amb Harold Jones. El 1943, va assistir a classes nocturnes a la Politècnica d'Oxford, on va rebre l'ensenyança de Bernard Meninsky. El mateix any, va començar a ensenyar francés i art en una escola conventual, i també a impartir conferències sobre art per a l'Associació Educativa dels Treballadors (WEA).
El 1946 es va traslladar a Londres, i començà la il·lustració de llibres treballant com a artista autònoma, mentre continuava fent classes nocturnes per a la WEA i treballava per a la filial europea de l'American Broadcasting Station. Va col·laborar amb dibuixos en revistes i diaris nacionals i internacionals, i en la Radio Times de la BBC. Destaca especialment l'encàrrec de dibuixar el gabinet de postguerra de Konrad Adenauer a Alemanya l'any 1949. Aquests dibuixos van ser adquirits per la Col·lecció d'Art del Govern alemany el 2019 i la seua primera exposició pública com a col·lecció es va inaugurar al Bundestag l'abril de 2022.
El 1947, va conéixer el músic, escriptor, locutor i professor d'origen vienés Hans Keller (1919-1985), amb qui es va casar el 1961. Alguns dels llibres d'aquest, per exemple The Jerusalem Diary (2001), Stravinsky: The Music Maker (2010) i Britten (2013), inclouen molts dibuixos i gravats de Cosman. La parella vivia a Hampstead, on entre els seus amics hi havia l'artista Marie-Louise von Motesiczky.
En total, Cosman va fer prop de trenta exposicions individuals al Regne Unit i a l'estranger i la seua obra ha estat adquirida per molts museus importants, com ara el British Museum, el Victoria and Albert Museum, la National Portrait Gallery, el Ashmolean Museum, el Fitzwilliam Museum de Cambridge, el Hunterian Museum de Glasgow, el Palais des Beaux-Arts de Brussel·les i el Kupferstichkabinett de Berlín. L'any 2006 va fundar el Cosman Keller Art and Music Trust, que té per objectiu donar suport a músics i artistes joves, així com publicar, exposar i arxivar els seus propis treballs i els de Hans Keller.
Va morir el novembre de 2017, deixant un llegat de més de 1.300 dibuixos al Royal College of Music de Londres. Abans de la seua mort, va donar dibuixos, quaderns de dibuixos, aiguaforts i pintures a l'oli, la col·lecció Milein Cosman Dancers, al Departament d'Estudis de Música i Dansa de la Universitat de Salzburg.